# Larrousse
Larrousse byl tým Formule 1, které se účastnil v letech 1987–1995.

## Založení
Roku 1987 založili Didier Calmels a bývalý závodník Gérard Larrousse závodní tým pod názvem Larrousse & Calmels. Stalo se tak na jižním předměstí Paříže, Antony. Přejmenování na Larrousse proběhlo po odchodu Didiera Calmelse, který byl spojen s několika vraždami a zemřel po policejní honičce v Berlíně.

## Formule 1

### 1987–1991: šasiLola
Na začátku roku 1987 si oba majitelé vybrali šasi od výrobce Lola, a to LC87, které poháněl motor Cosworth DFZ V8. Do sezony vstoupili pouze s jedním vozem, který pilotoval Philippe Alliot, na konci roku se přidalo i druhé auto s Yannickem Dalmasem. V pozdější době se rozhodli uzavřít s Lolou tříletou smlouvu na dodávku monopostů. V roce 1989 změnili dodavatele motorů, jíž se stala slavná značka Lamborghini. V roce 1989 za tým závodil stále Alliot, v polovině sezony odešel kvůli nemoci Dalmas a postupně jej vystřídali Éric Bernard a Michele Alboreto, kteří odešli od Tyrrellu. Díky podpoře japonské značky Espo Corporation, která koupila 50 % týmu, se Bernardovým kolegou pro následující rok stal Aguri Suzuki. Ve stejné sezoně tým přesídlil z Antony do Signes u okruhu Paul Ricard.
Rok 1990 byl nejlepší sezonou této francouzské stáje. Při Grand Prix Japonska 1990 získal Suziki první a poslední pódiové umístění a Larrousse celkově skončila na 6. příčce v Poháru konstruktérů. Kvůli neshodám s Lamborghini přešli k Ligieru. Na konci roku FIA odebrala stáji všechny body a to především kvůli administrativní chybě, kdy tým uvedl, že si šasi vyrábí sám, přestože jej stavěla Lola v Anglii. Larrousse přesto obdržel finanční prémie za umístění v poháru konstruktéru a nemusel se v následujícím roce účastnit předkvalifikací.
Pro rok 1991 si stáj kupovala motory od konstruktéra Briana Harta, přesto sezona byla katastrofická. Začala však bodovaným 6. místem Suzukiho ve Phoenixu, avšak ve zbytku roku už cílovou vlajku nezahlédl. I sezona Francouze Bernarda se odvíjela podobně, získal 6. pozici v Grand Prix Mexika 1991, ale poté musel kariéru přerušit, neboť se těžce zranil při kvalifikaci na Grand Prix Japonska 1991 a pro zbytek závodů jej nahradil Bertrand Gachot, který se vrátil z vězení po incidentu s londýnským taxikářem. S Larroussem ukončili spolupráci jak Lola, tak Hart kvůli platebním problémům.

### 1992: šasi Venturi
Na konci roku 1991 byla 65 % část týmu prodána společnosti Venturi. Piloti Bertrand Gachot a nováček Ukjó Katajama závodili opět s motorem Lamborghini. V Grand Prix Monaka 1992 získal Belgičan pro tým 6. příčku. Dvakrát spolu oba piloti kolidovali.

### 1993–1994: šasi Larrousse
Piloty pro rok 1993 byli jmenováni Phillippe Alliot a Érik Comas, kteří pouze dvakrát závod dokončili na bodovaných pozicích.
Pro sezonu 1994 se tým znovu přeorganizoval. Od motorů Peugeot přešli k motorům Ford Zetec-R, které používal i tým Benetton F1. Do vedení týmu se zapojil i bývalý jezdec Patrick Tambay a dokázal získat firmu Danone jako hlavního sponzora. Olivier Beretta nahradil Alliota a Comas zůstal a dokázal pro tým vyjet dvě šestá místa.

### 1995
Pro sezonu závodní sedačky zabrali platící piloti Hideki Noda a Jean- Denis Délétraz a veteráni Alliot a Dalmas. Larrousse nedokázal získat monoposty od Loly, které ještě stále dlužil za předchozí sezony a tak se musel spokojit s vozy z minulých let a formulemi 3000 od týmu DAMS. Stáj se nakonec snažila přizpůsobit loňský vůz novým pravidlům, ale ani to nedokázalo zabránit celkovému kolapsu týmu.

## Sportovní vozy
V následujících letech se snažil Gérard Larrousse vybudoval tým v různých GT závodech s vozy Lamborghini Diablo GT1, avšak bez úspěchu.

## Kompletní výsledky ve Formuli 1
| Legenda k tabulce | Legenda k tabulce                                                                       |
| Barva             | Výsledek                                                                                |
| ----------------- | --------------------------------------------------------------------------------------- |
| Zlatá             | Vítěz                                                                                   |
| Stříbrná          | 2. místo                                                                                |
| Bronzová          | 3. místo                                                                                |
| Zelená            | Bodované umístění                                                                       |
| Modrá             | Nebodované umístění                                                                     |
| Modrá             | Dokončil neklasifikován (NC)                                                            |
| Fialová           | Odstoupil (Ret)                                                                         |
| Červená           | Nekvalifikoval se (DNQ)                                                                 |
| Červená           | Nepředkvalifikoval se (DNPQ)                                                            |
| Černá             | Diskvalifikován (DSQ)                                                                   |
| Bílá              | Nestartoval (DNS)                                                                       |
| Bílá              | Závod zrušen (C)                                                                        |
| Světle modrá      | Pouze trénoval (PO)                                                                     |
| Světle modrá      | Páteční testovací jezdec (TD)                                                           |
| Bez barvy         | Netrénoval (DNP)                                                                        |
| Bez barvy         | Vyřazen (EX)                                                                            |
| Bez barvy         | Nepřijel (DNA)                                                                          |
| Bez barvy         | Odvolal účast (WD)                                                                      |
| Bez barvy         | Nezúčastnil se (prázdné)                                                                |
| Označení          | Význam                                                                                  |
| Tučnost           | Pole position                                                                           |
| Kurzíva           | Nejrychlejší kolo                                                                       |
| †                 | Jezdec nedojel do cíle, ale byl klasifikován, protože odjel více než 90 % délky závodu. |
| ‡                 | Byl udělován poloviční počet bodů, protože bylo odjeto méně než 75 % délky závodu.      |
| Horní index       | Umístění bodujících jezdců ve sprintu                                                   |

| Rok  | Šasi                 | Motor           | Pneu | Jezdec                | 1   | 2   | 3   | 4   | 5   | 6    | 7   | 8   | 9   | 10   | 11  | 12  | 13  | 14   | 15  | 16   | Body | Umístění  |
| 1987 | Lola LC87            | Ford V8         | G    |                       | BRA | SMR | BEL | MON | USA | FRA  | GBR | GER | HUN | AUT  | ITA | POR | ESP | MEX  | JPN | AUS  | 3    | 9. místo  |
| 1987 | Lola LC87            | Ford V8         | G    | Yannick Dalmas        |     |     |     |     |     |      |     |     |     |      |     |     |     | 9    | 14  | 5*   | 3    | 9. místo  |
| 1987 | Lola LC87            | Ford V8         | G    | Philippe Alliot       |     | 10  | 8   | Ret | Ret | Ret  | Ret | 6   | Ret | 12   | Ret | Ret | 6   | 6    | Ret | Ret  | 3    | 9. místo  |
| 1988 | Lola LC88            | Ford V8         | G    |                       | BRA | SMR | MON | MEX | CAN | USA  | FRA | GBR | GER | HUN  | BEL | ITA | POR | ESP  | JPN | AUS  | 0    | -         |
| 1988 | Lola LC88            | Ford V8         | G    | Yannick Dalmas        | Ret | 12  | 7   | 9   | DNQ | 7    | 13  | 13  | 19  | 9    | Ret | Ret | Ret | 11   |     |      | 0    | -         |
| 1988 | Lola LC88            | Ford V8         | G    | Aguri Suzuki          |     |     |     |     |     |      |     |     |     |      |     |     |     |      | 16  |      | 0    | -         |
| 1988 | Lola LC88            | Ford V8         | G    | Pierre-Henri Raphanel |     |     |     |     |     |      |     |     |     |      |     |     |     |      |     | DNQ  | 0    | -         |
| 1988 | Lola LC88            | Ford V8         | G    | Philippe Alliot       | Ret | 17  | Ret | Ret | 10  | Ret  | Ret | 14  | Ret | 12   | 9   | Ret | Ret | 14   | 9   | 10   | 0    | -         |
| 1989 | Lola LC88B Lola LC89 | Lamborghini V12 | G    |                       | BRA | SMR | MON | MEX | USA | CAN  | FRA | GBR | GER | HUN  | BEL | ITA | POR | ESP  | JPN | AUS  | 1    | 15. místo |
| 1989 | Lola LC88B Lola LC89 | Lamborghini V12 | G    | Yannick Dalmas        | DNQ | Ret | DNQ | DNQ | DNQ | DNQ  |     |     |     |      |     |     |     |      |     |      | 1    | 15. místo |
| 1989 | Lola LC88B Lola LC89 | Lamborghini V12 | G    | Éric Bernard          |     |     |     |     |     |      | 11  | Ret |     |      |     |     |     |      |     |      | 1    | 15. místo |
| 1989 | Lola LC88B Lola LC89 | Lamborghini V12 | G    | Michele Alboreto      |     |     |     |     |     |      |     |     | Ret | Ret  | Ret | Ret | 11  | DNPQ | DNQ | DNPQ | 1    | 15. místo |
| 1989 | Lola LC88B Lola LC89 | Lamborghini V12 | G    | Philippe Alliot       | 12  | Ret | Ret | Ret | Ret | Ret  | Ret | Ret | Ret | DNPQ | 16  | Ret | 9   | 6    | Ret | Ret  | 1    | 15. místo |
| 1990 | Lola LC89B Lola LC90 | Lamborghini V12 | G    |                       | USA | BRA | SMR | MON | CAN | MEX  | FRA | GBR | GER | HUN  | BEL | ITA | POR | ESP  | JPN | AUS  | 11   | 6. místo  |
| 1990 | Lola LC89B Lola LC90 | Lamborghini V12 | G    | Éric Bernard          | 8   | Ret | 13  | 6   | 9   | Ret  | 8   | 4   | Ret | 6    | 9   | Ret | Ret | Ret  | Ret | Ret  | 11   | 6. místo  |
| 1990 | Lola LC89B Lola LC90 | Lamborghini V12 | G    | Aguri Suzuki          | Ret | Ret | Ret | Ret | 12  | Ret  | 7   | 6   | Ret | Ret  | Ret | Ret | 14  | 6    | 3   | Ret  | 11   | 6. místo  |
| 1991 | Lola LC91            | Ford V8         | G    |                       | USA | BRA | SMR | MON | CAN | MEX  | FRA | GBR | GER | HUN  | BEL | ITA | POR | ESP  | JPN | AUS  | 2    | 11. místo |
| 1991 | Lola LC91            | Ford V8         | G    | Éric Bernard          | Ret | Ret | Ret | 9   | Ret | 6    | Ret | Ret | Ret | Ret  | Ret | Ret | DNQ | Ret  | DNQ |      | 2    | 11. místo |
| 1991 | Lola LC91            | Ford V8         | G    | Bertrand Gachot       |     |     |     |     |     |      |     |     |     |      |     |     |     |      |     | DNQ  | 2    | 11. místo |
| 1991 | Lola LC91            | Ford V8         | G    | Aguri Suzuki          | 6   | Ret | Ret | Ret | Ret | Ret  | Ret | Ret | Ret | Ret  | DNQ | DNQ | Ret | DNQ  | Ret | DNQ  | 2    | 11. místo |
| 1992 | Venturi LC92         | Lamborghini V12 | G    |                       | RSA | MEX | BRA | ESP | SMR | MON  | CAN | FRA | GBR | GER  | HUN | BEL | ITA | POR  | JPN | AUS  | 1    | 11. místo |
| 1992 | Venturi LC92         | Lamborghini V12 | G    | Bertrand Gachot       | Ret | 11  | Ret | Ret | Ret | 6    | DSQ | Ret | Ret | 14   | Ret | 18  | Ret | Ret  | Ret | Ret  | 1    | 11. místo |
| 1992 | Venturi LC92         | Lamborghini V12 | G    | Ukjó Katajama         | 12  | 12  | 9   | DNQ | Ret | DNPQ | Ret | Ret | Ret | Ret  | Ret | 17  | 9   | Ret  | 11  | Ret  | 1    | 11. místo |
| 1993 | Larrousse LH93       | Lamborghini V12 | G    |                       | RSA | BRA | EUR | SMR | ESP | MON  | CAN | FRA | GBR | GER  | HUN | BEL | ITA | POR  | JPN | AUS  | 3    | 10. místo |
| 1993 | Larrousse LH93       | Lamborghini V12 | G    | Philippe Alliot       | Ret | 7   | Ret | 5   | Ret | 12   | Ret | 9   | 11  | 12   | 8   | 12  | 9   | 10   |     |      | 3    | 10. místo |
| 1993 | Larrousse LH93       | Lamborghini V12 | G    | Tošio Suzuki          |     |     |     |     |     |      |     |     |     |      |     |     |     |      | 12  | 14   | 3    | 10. místo |
| 1993 | Larrousse LH93       | Lamborghini V12 | G    | Érik Comas            | Ret | 10  | 9   | Ret | 9   | Ret  | 8   | 16  | Ret | Ret  | Ret | Ret | 6   | 11   | Ret | 12   | 3    | 10. místo |
| 1994 | Larrousse LH94       | Ford V8         | G    |                       | BRA | PAC | SMR | MON | ESP | CAN  | FRA | GBR | GER | HUN  | BEL | ITA | POR | EUR  | JPN | AUS  | 2    | 11. místo |
| 1994 | Larrousse LH94       | Ford V8         | G    | Olivier Beretta       | Ret | Ret | Ret | 8   | Ret | Ret  | Ret | 14  | 7   | 9    |     |     |     |      |     |      | 2    | 11. místo |
| 1994 | Larrousse LH94       | Ford V8         | G    | Philippe Alliot       |     |     |     |     |     |      |     |     |     |      | Ret |     |     |      |     |      | 2    | 11. místo |
| 1994 | Larrousse LH94       | Ford V8         | G    | Yannick Dalmas        |     |     |     |     |     |      |     |     |     |      |     | Ret | 14  |      |     |      | 2    | 11. místo |
| 1994 | Larrousse LH94       | Ford V8         | G    | Hideki Noda           |     |     |     |     |     |      |     |     |     |      |     |     |     | Ret  | Ret | Ret  | 2    | 11. místo |
| 1994 | Larrousse LH94       | Ford V8         | G    | Érik Comas            | 9   | 6   | Ret | 10  | Ret | Ret  | 11  | Ret | 6   | 8    | Ret | 8   | Ret | Ret  | 9   |      | 2    | 11. místo |
| 1994 | Larrousse LH94       | Ford V8         | G    | Jean-Denis Délétraz   |     |     |     |     |     |      |     |     |     |      |     |     |     |      |     | Ret  | 2    | 11. místo |